# Coming Home (песен на Файърлайт)
„Coming Home” (на български: Завръщане у дома) е песен в изпълнение на малтийската група „Файърлайт“, с която ще представят страната си на поредното издание на песенния конкурс „Евровизия“ през 2014 година.
Избрана е на 8 февруари 2014 година, когато се провежда финалът на малтийската национална селекция. Любопитен факт е, че на полуфинала на селекцията, провел се предишния ден, песента заема шесто място.
Музиката и текстът са дело на Ричард Микалеф, член на групата.